# Азаров, Павел Дмитриевич
Па́вел Дми́триевич Аза́ров (27 июля 1922, Строкино, Новосильский уезд, Тульская губерния, РСФСР — 8 января 1994, Люберцы, Московская область) — советский военнослужащий, участник Великой Отечественной войны, полный кавалер ордена Славы, наводчик 76-мм орудия 1-го Украинского фронта, гвардии старший сержант.

## Биография
Родился 27 июля 1922 года в деревне Строкино (ныне — Верховского района Орловской области).
В годы Великой Отечественной войны был призван в Красную Армию. Принимал участие в боях на Курской дуге, в боях за Харьков и за Днепр.
12 февраля 1944 года под городом Шепетовка подбил танк и уничтожил до взвода пехоты. Приказом от 16 марта 1944 года за образцовое выполнение заданий командования в боях с захватчиками награждён орденом Славы 3-й степени (№ 4462).
21 июля 1944 года в бою в районе городка Злочув подбил два орудия, семь автомобилей, два бронетранспортёра, подавил пулемёт. Приказом от 24 августа 1944 года за образцовое выполнение заданий командования в боях с захватчиками награждён орденом Славы 2-й степени (№ 3432).
1—2 мая 1945 поразил два танка, три бронетранспортёра, семь автомобилей с грузом и взвод солдат. Указом Президиума Верховного Совета СССР от 27 июня 1945 года за образцовое выполнение заданий командования в боях с захватчиками награждён орденом Славы 1-й степени (№ 1896).
Участник Парада Победы в Москве 24.06.1945
В 1946 году демобилизован, жил г. Люберцы Московской области. Работал шофером автобазы № 21 г. Москвы.
Награждён Орденами Славы 3-х степеней, Отечественной войны 1-й степени, медалями.